# Adolf Frederik 5. af Mecklenburg-Strelitz
Adolf Frederik 5. (tysk: Georg Adolf Friedrich Victor Ernst Adalbert Gustav Wilhelm Wellington; 22. juli 1848 – 11. juni 1914) var storhertug af det lille storhertugdømme Mecklenburg-Strelitz i Nordtyskland fra 1904 til sin død i 1914.
Han var søn af sin forgænger storhertug Frederik Vilhelm 2. af Mecklenburg-Strelitz. Han blev efterfulgt som storhertug af sin søn Adolf Frederik 6.

## Biografi

### Tidlige liv
Adolf Frederik blev født den 22. juli 1848 i Neustrelitz i Mecklenburg som det eneste overlevende barn af den daværende Arvestorhertug Frederik Vilhelm af Mecklenburg-Strelitz i hans ægteskab med den britiske prinsesse Augusta af Cambridge. Hans far var den ældste søn af Storhertug Georg af Mecklenburg-Strelitz, der herskede over det lille storhertugdømme Mecklenburg-Strelitz i det nordlige Tyskland. 
Ved farfaderens død i 1860 besteg Adolf Frederiks far tronen som Storhertug Frederik Vilhelm 2.

### Ægteskab
Arvestorhertug Adolf Frederik giftede sig den 17. april 1877 i Dessau med Prinsesse Elisabeth af Anhalt (1857–1933), datter af Hertug Frederik 1. af Anhalt og Prinsesse Antoinette af Sachsen-Altenburg. I ægteskabet blev der født fire børn.

### Senere liv
I 1904 døde hans far, Storhertug Frederik Vilhelm 2., og Adolf Frederik blev dermed storhertug af Mecklenburg-Strelitz som Adolf Frederik 5.
Storhertug Adolf Frederik døde efter en regeringstid på 10 år i 1914. Han blev begravet i Mirow Slotskirke i Mecklenburg. Storhertuginde Elisabeth overlevede sin mand med 19 år og døde 75 år gammel den 20. juli 1933 i Neustrelitz i Mecklenburg.

## Børn
- Marie (1878–1948)

∞ 1899–1908 Grev Georg Jametel (1859–1944)
∞ 1914 Prins Julius Ernst til Lippe(-Biesterfeld) (1873–1952)
- Jutta (1880–1946) – efter sit ægteskab tog hun navnet Militza

∞ 1899 Kronprins Danilo af Montenegro (1871–1939)
- Adolf Frederik (1882–1918) – sidste storhertug af Mecklenburg-Strelitz 1914–1918
- Karl Borwin (1888–1908)

## Eksterne links
- Wikimedia Commons har flere filer relateret til Adolf Frederik 5. af Mecklenburg-Strelitz